# جرار كاشط

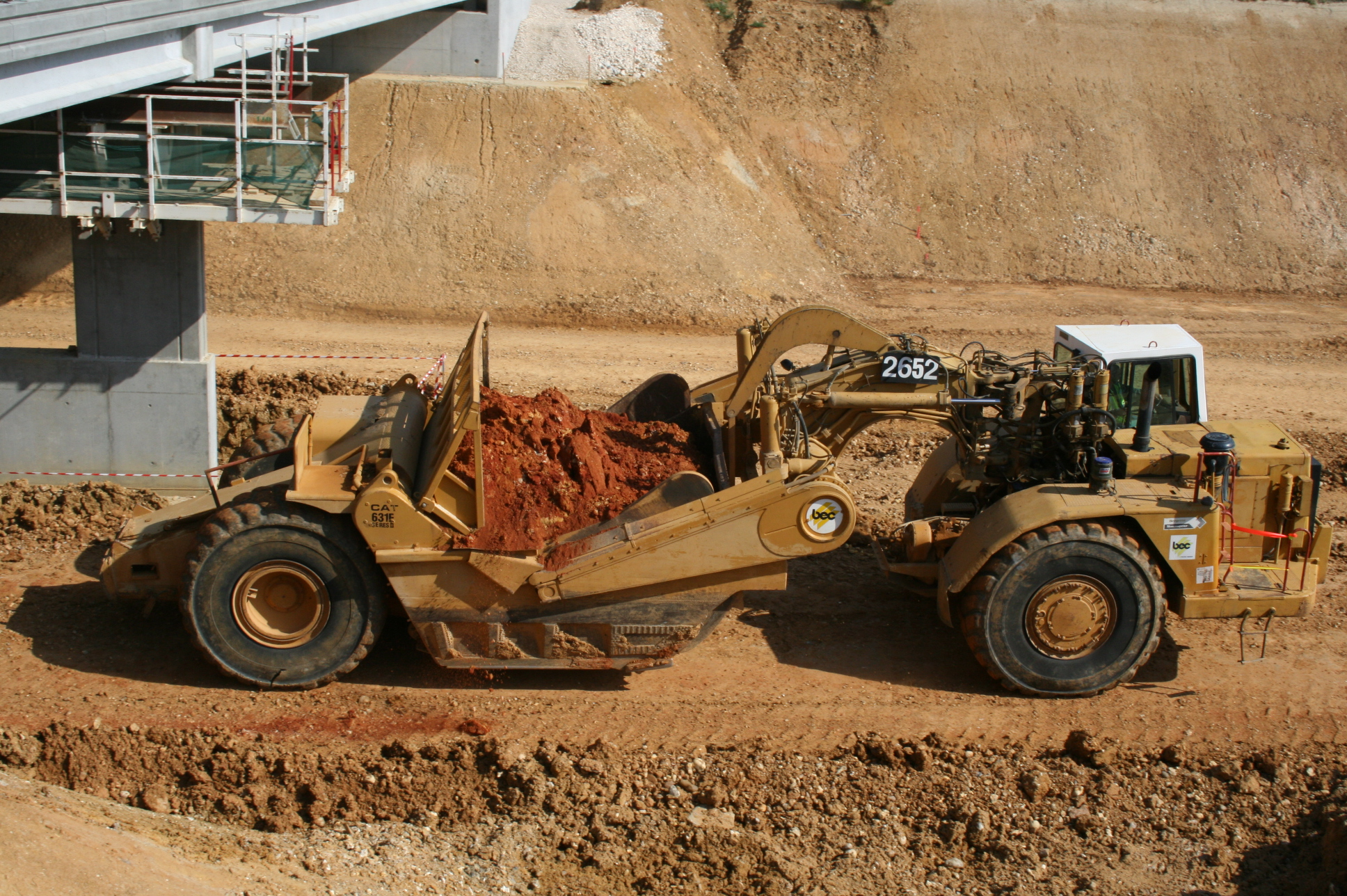
كاشطة.

الكاشطة أو الجرار الكاشط (بالإنجليزية: Wheel tractor-scraper)‏ هو أحد الآليات الهندسية الثقيلة ويستخدم في الأعمال الإنشائية وبشكل رئيسي في أعمال الحفر والردم والتسوية. ويتألف من جزئين الأول رأس قاطر والثاني مقطورة وهي عبارة عن صندوق يتم وضع التربة فيه بعد قشطها ثم يقوم بنقلها وتفريغها أو فرشها في مكان آخر. ولها عدة أنواع حسب نوع التربة التي سيعمل عليها.

## أشهر الشركات المصنعة
- شركة كاتربيلر